# Acantharctus ornatus
Acantharctus ornatus е вид десетоного от семейство Scyllaridae. Видът не е застрашен от изчезване.

## Разпространение и местообитание
Разпространен е в Западна Австралия, Ирак, Иран, Малайзия (Западна Малайзия), Обединени арабски емирства, Оман, Пакистан, Саудитска Арабия, Шри Ланка и Южна Африка (Квазулу-Натал).
Обитава крайбрежията и пясъчните дъна на океани. Среща се на дълбочина около 57 m.